# Symphlebia dissimulata
Symphlebia dissimulata är en fjärilsart som beskrevs av Gottfried Christian Reich 1936. Symphlebia dissimulata ingår i släktet Symphlebia och familjen björnspinnare. Inga underarter finns listade i Catalogue of Life.